# Солка (верхний приток Луги)
Солка — река в России, протекает по Кингисеппскому району Ленинградской области. Устье реки находится в 56 км по правому берегу Луги у деревни Большой Луцк. Длина реки составляет 37 км, площадь водосборного бассейна — 235 км².

## Гидрография и гидрология
Истоки Солки находятся к востоку от деревни Гурлёво, далее река пересекает автодорогу Нарва, ниже, на её левом берегу, лежит деревня Лялицы, затем, в 25 км от устья, справа в Солку впадает река Валья, после протекает мимо деревни Фёдоровка, у деревни Коммунар — пересекает железную дорогу Котлы — Веймарн. Далее на реке расположена деревня Килли, ниже которой Солка протекает долгое время по незаселённой местности. Здесь в неё впадают ручьи Ключевой, Оровик и, справа, в 7 км от устья — река Кихтолка. У хутора Кааль у правого берега начинается старое русло реки Солки, которое тянется до следующего её крупного притока — реки Тарарайки. В настоящее время сток реки осуществляется по новому, более короткому руслу, устье которого находится у деревни Большой Луцк на правом берегу реки Луга. Это новое русло называют ещё рекой Песта (этим названием она подписывалась на довоенных советских картах).

## Данные водного реестра
По данным государственного водного реестра России относится к Балтийскому бассейновому округу, водохозяйственный участок реки — Луга от в/п Толмачёво до устья. Относится к речному бассейну реки Нарва (российская часть бассейна).
Код объекта в государственном водном реестре — 01030000612102000026602.

## Топографическая карта
- Лист карты O-35-22 кингисепп. Масштаб: 1 : 100 000. Состояние местности на 1976 год. Издание 1978 г.